# Pavel, Veliko Tărnovo
Pavel (în bulgară Павел) este un sat în comuna Polski Trămbeș, regiunea Veliko Tărnovo,  Bulgaria.

## Demografie
Componența etnică a satului Pavel
     Romi (3,44%)
     Bulgari (94,68%)
     Nicio identificare (1,86%)
     Altele (0%)
La recensământul din 2011, populația satului Pavel era de 696 locuitori. Din punct de vedere etnic, majoritatea locuitorilor (94,68%) erau bulgari, cu o minoritate de romi (3,44%). Pentru 1,86% din locuitori nu este cunoscută apartenența etnică.